# DJ Kendo
Kendall Josué Guido Méndez (San José, 13 de octubre de 1993), más conocido como DJ Kendo, es un DJ, productor costarricense de reggae, orientado al dancehall.

## Biografía
Inicia su carrera como DJ en la escena reggae costarricense desde el año 2013. Se presenta en festivales nacionales del país como las Fiestas de Palmares y el Pura Vida Trap Fest.
Durante el 2017 participa en eventos internacionales fuera de su país como Rototom Sunsplash, Island Vibes Texel, Rotterdam Reggae Fest. Además lanza su primer sencillo titulado "Jah First" en conjunto con DJ Jeren y Million Stylez (Artista sueco de Dancehall). 
En 2019 produce en Costa Rica sus propios eventos: B-Day Bash Mixtape Feat. Buccaneer, Tempo y el lanzamiento del sencillo "Want This" junto al cantante jamaiquino de dancehall Vershon. 
A inicios del 2020 produce el tema Whine Yuh Waist junto al jamaiquino Eshconinco, además produce dos temas junto al costarricense Shadley "Que Pasó?" en febrero y más recientemente "Pa' Que Sudes".

## Sencillos
| Año  | Título          | Artista                                    |  |
| ---- | --------------- | ------------------------------------------ |  |
| 2017 | Jah First       | DJ Kendo & DJ Jeren (feat. Million Stylez) |  |
| 2018 | Protection      | DJ Kendo & DJ Jeren                        |  |
| 2019 | Want This       | DJ Kendo & Vershon                         |  |
| 2019 | Yuh gud         | DJ Kendo ft Ward 21                        |  |
| 2020 | Whine Yuh Waist | DJ Kendo & Eshconinco                      |  |
| 2020 | Que Paso?       | DJ Kendo & Shadley                         |  |
| 2020 | Pa'Que Sudes    | DJ Kendo & Shadley                         |  |

## Mixtapes
| Año  | Título                                  |
| ---- | --------------------------------------- |
| 2014 | Show #1                                 |
| 2013 | Show #2                                 |
| 2014 | Show #3                                 |
| 2014 | Show #4                                 |
| 2016 | Show #5                                 |
| 2017 | Show #5.1                               |
| 2018 | Show B-Day Bash Mixtape Feat. Buccaneer |
| 2019 | Tempo (2k's Dancehall Mixtape)          |
| 2020 | Gold Session: Israel Vibration          |
| 2020 | Gold Session: Popcaan                   |
| 2020 | Gold Session: Vybz Kartel               |